# An (božstvo)
An (sumersky „nebesa“), též Anu, byl v sumerské, akkadské, asyrské a babylonské mytologii považován za vládce a zosobnění nebes. V Sumeru byl navíc považován za nejvyššího boha. V klínovém písmu se znak tohoto boha používá jako determinativ značící, že následuje jméno boha, i jako slovo „bůh“.
Jelikož o činech tohoto boha toho není mnoho známo, je často označován jako „deus quiescens“ (tzn. „mlčící bůh“)

## Rodinné poměry
Vztah Ana k ostatním bohům je komplikovaný, protože jednotlivé mýty uvádějí jiné informace a některé si i protiřečí. Jisté je, že An patřil do tzv. první generace velkých bohů.
- Rodiče: Anšar a Kišar
- Manželka: Antum – Akkad, Sumer – Ki, Uraš – Sumer, (řazení je pouze abecední)
- Děti:
Zde je situace nejen komplikovaná, ale i velmi nepřehledná. An totiž stvořil poměrně velké množství bohů, ke stvoření některých nepotřeboval partnerku, k jiným tuto potřebu měl. Podle některých mýtů docházelo i k hromadnému stvoření.
  - Inanna (Ištar) – jejím otcem je jindy uváděn též (Sín)
  - Enlil
  - Enki
  - Gula
  - Sebttu (Iminbi)
  - Azag (Asakku)

## Symboly

Zobrazení Ana v sumerském klínovém písmu

Jeho symbolem byla tiára s býčími rohy. Posvátným zvířetem byl býk a posvátné číslo bylo „60“.